# José Prats Sariol
José Fernando Prats Sariol (La Habana, Cuba, 21 de julio de 1946) es un narrador, ensayista y crítico literario cubano.

### Biografía
Nació en El Vedado, La Habana, el 21 de julio de 1946. Allí creció en la casa de huéspedes para estudiantes universitarios de Manzanillo, regenteada por su abuela, lo que favoreció que los jóvenes estudiantes de Medicina y Arquitectura se ocuparan del niño, asesoraran su formación y hábitos de lectura y tuviera acceso a una biblioteca diversa y bien surtida, que incluía diarios y revistas. 
Estudió la enseñanza primaria en el Colegio La Salle; el bachillerato en el Instituto de La Víbora y se gradúa en Licenciatura en Lengua y Literaturas Hispánicas en la Universidad de La Habana, en 1970. 
Entró, en 1963, al Curso Délfico que comenzaba a impartir el poeta José Lezama Lima. Añade estudios de francés en la Alianza Francesa, y de inglés en la escuela Abraham Lincoln. Sus primeras publicaciones en revistas cubanas (cuentos y reseñas) datan de 1964. Un cuento suyo, “La mosca”,  iba a aparecer en 1965, en la Segunda Novísima de Ediciones El Puente, pero la editorial fue clausurada por el gobierno.
En 1963, con 17 años, fue profesor de español de Secundaria Básica en Cuba, convirtiéndose en el docente más joven de ese nivel en su país. Fue también Asesor Nacional de Literatura del Viceministerio de Educación de Adultos, director de la revista El placer de leer, y coautor de diversos libros de texto y antologías para la educación de adultos.
Se desempeñó como profesor en la Escuela Nacional de Arte, además de enseñar en la Escuela de Instructores de Arte, en el Centro Nacional de Superación de la Enseñanza Artística y en la Escuela Superior del Ministerio de Cultura de Cuba.
Parte de su labor como ensayista y crítico literario se ha enfocado en la obra de Lezama Lima, a quien le unió una fuerte amistad. En 1971, cuando iba a defender en la Escuela de Letras de la Universidad de La Habana su tesis de grado titulada "Significación de la revista Orígenes en la cultura cubana contemporánea", José Lezama Lima le escribe a Prats como dedicatoria de La cantidad hechizada:

“Armado de un sentido crítico que colma en la balanza la trenza de la lechuza y el arcoíris del zunzún”.
José Lezama Lima

A su libro Lezama Lima o el azar recurrente (2010, 2017), se han sumado, en este empeño, decenas de estudios, cursos y conferencias en América Latina, Europa, Canadá y Estados Unidos. Además, tuvo a su cargo el prólogo, la compilación y notas para las ediciones de La Habana (1992) y La materia artizada (1996). En 2021, revisó y prologó la primera edición conjunta de Paradiso-Oppiano Licario, para la Editorial Verbum, Madrid, bajo el título de Todo Paradiso.
Exiliado de Cuba en 2003, residió primero en la ciudad de Puebla, México, como huésped de la Casa Refugio del Escritor (PEN International). En esa ciudad fue profesor en la Maestría en Lengua y Literatura Hispánicas de la Universidad Iberoamericana, y en la Licenciatura en Letras de la Universidad de las Américas, donde fundó y dirigió la revista Instantes. Desde 2009, Prats radica en Estados Unidos. Allí, en la Universidad de Phoenix, Arizona, dictaría cursos en el doctorado de Lengua y Literaturas Hispánicas hasta 2014.
En 2018, apareció una antología bilingüe de diez cuentos suyos titulada Delusions. En 2019, apareció por la Editorial Aduana Vieja un nuevo libro de ensayos suyos titulado Bagatelles. Creación y crítica literaria.
Fue director de la Colección Obra Selecta, de la editorial Aduana Vieja en España.
En 2021 apareció en Valencia, España, una antología de sus ensayos y críticas: Obra selecta. Ese año también se reeditó su libro de cuentos Erótica, y en 2022 la novela Guanabo gay.
Diarios para Stefan Zweig (también en versión inglesa, traducida por Anja Bernardy de Kennesaw State University) aparece en 2023 por la editorial Casa Vacía. Textos suyos han sido traducidos a las principales lenguas occidentales. Colabora en diversos medios y sitios webs de América Latina, Europa y EE. UU. Habitualmente ofrece conferencias, lecturas y asesoramientos a tesis de doctorado. 
Ajeno a cualquier fanatismo, es admirador de las diversas cosmovisiones y sus milenarias energías, lo que ha influido favorablemente en su obra. La ausencia de sectarismos políticos y filosóficos caracteriza a su icónica novela Mariel, gracias al juego con los personajes centrales anclados en Cuba, en el puerto del Mariel, al oeste de La Habana. Por allí se produjo una enorme emigración en mayo de 1980, que no afectó a los José de la novela, a sus desdoblamientos y aventuras ontológicas. Se autodefine como un irónico humorista agnóstico de base católica.

### Ensayo y crítica literaria
- Estudios sobre poesía cubana. La Habana, Cuba: Ediciones Unión, 1980.
- Aguas de Carlos Pellicer (monográfico).  La Habana, Cuba: Casa de las Américas, 1982.
- Criticar al crítico. La Habana, Cuba: Ediciones Unión, 1983.

- Por la poesía cubana. La Habana, Cuba: Ediciones Unión, 1988.
- Pellicer, río de voces. Tabasco, México: Instituto de Cultura de Tabasco, 1990.
- No leas poesía. Puebla, México: Universidad Iberoamericana, 2006.
- Lezama Lima o el azar concurrente. Almería, España: Editorial Confluencias,  2010. 2.ª ed. Richmond, Virginia (EE. UU.): Editorial Casa Vacía, 2017.
- Erritas agridulces. Houston, Texas: Editorial Pluvia, 2016.
- Leer por gusto. Houston, Texas: Editorial Pluvia, 2016.
- Bagatelles. Creación y crítica literaria. Valencia, España: Editorial Aduana Vieja, 2019.
- Obra Selecta. Valencia, España: Editorial Aduana Vieja, 2021.

### Novela
- Mariel. Ciudad de México: Editorial Aldus, 1999. 2.ª ed. Madrid: Editorial Verbum, 2014.
- Guanabo gay. Ciudad de México: Editorial Hora y Veinte, 2004. 2.ª ed., Valencia, España: Editorial Aduana Vieja, 2022.
- Las penas de la joven Lila. Puebla, México: Editorial LunArena, 2004. 2.ª ed. Madrid, España: Editorial Verbum, 2015.
- Diarios para Stefan Zweig. Richmond, Virginia (EE. UU.): Editorial Casa Vacía, 2023.

### Cuentos
- Erótica. La Habana: Editorial Letras Cubanas, 1988.
- Cuentos. Bogotá, Colombia: Editorial Alquitrave, 2008.
- Por sí o por no. Copenhagen-Madrid-Bogotá: Aurora Boreal, 2013. E-book.
- Delusions. Richmond, Virginia (EE. UU.): Editorial Casa Vacía, 2018.

### Antologías y prólogos
- El paisano Aguilar, novela de Enrique Amorim (prólogo). La Habana, Cuba: Editorial Arte y Literatura, 1976.
- Martín Fierro, de José Hernández (prólogo y notas. Primera edición anotada fuera de la Argentina). La Habana, Cuba: Casa de las Américas, 1979.
- Poemas de León Felipe (selección y prólogo). La Habana, Cuba: Editorial Arte y Literatura, 1980.
- Últimas tardes con Teresa, novela de Juan Marsé (prólogo). La Habana, Cuba: Editorial Arte y Literatura, 1982.
- Poemas de Carlos Pellicer (selección y prólogo). La Habana, Cuba: Casa de las Américas, 1982.
- Poemas de Aquiles Nazoa (selección y prólogo). La Habana, Cuba: Casa de las Américas, 1985.
- Los santos inocentes, novela de Miguel Delibes (prólogo). La Habana, Cuba: Editorial Arte y Literatura, 1985.
- Max Havelaar,  novela de Multatuli (prólogo). La Habana, Cuba: Editorial Arte y Literatura, 1985.
- Poesía española de amor (prólogo, selección y notas de autores). La Habana, Cuba: Editorial Arte y Literatura, 1986.
- Paradiso, novela de José Lezama Lima (edición crítica coordinada por Cintio Vitier. Recepciones, resúmenes de capítulos y cotejos con manuscritos). Colección Archivos, UNESCO, ALLCA XX, 1988.
- Ensayos de José Lezama Lima (selección y prólogo). República Federal de Alemania: Editorial Suhrkamp, 1988.
- Nuevos críticos cubanos (selección y prólogo). La Habana, Cuba: Editorial Letras Cubanas, 1989.
- Tertulia poética (selección y prólogo). La Habana, Cuba: Editorial Letras Cubanas,  1989.
- Ensayos de Mariano Picón Salas (selección y prólogo). La Habana, Cuba: Casa de las Américas, La Habana, 1989.
- La Habana, de José Lezama Lima (prólogo y edición crítica). Madrid, España: Editorial Verbum, 1992.
- Fabelo (crítica de arte). Bilbao, España: Editorial Galería Torres, 1994.
- La materia artizada (compilación y prólogo de las críticas de arte de José Lezama Lima). Madrid, España: Editorial Tecnos, col. Metrópolis, 1996.
- Herejías elegidas, de Raúl Rivero (selección y prólogo). Madrid, España: Editorial Betania, 1998.
- Frómeta  (crítica de arte). Lisboa, Portugal: Editorial Pessoa, 2002.
- Obra Selecta de Orlando Rossardi (selección y prólogo). Valencia, España: Editorial Aduana Vieja, 2019.
- Obra Selecta de Emil Volek (selección y prólogo). Valencia, España: Editorial Aduana Vieja, 2020.
- Todo Paradiso, Paradiso/Oppiano Licario, de José Lezama Lima (prólogo y revisión). Madrid, España: Editorial Verbum, 2021.
- Obra Selecta de José Triana (selección y prólogo). Valencia, España: Editorial Aduana Vieja, 2023.

### Libros (Ministerio de Educación)
- Seminarios literarios y científicos (investigación). La Habana, Cuba: Editorial Pueblo y Educación, 1972, 1974.
- Lecciones de literatura cubana (texto escolar). La Habana, Cuba: Editorial Pueblo y Educación, 1973 (3 t.).
- Selección de lecturas de José Martí (selección y prólogo). La Habana, Cuba: Editorial Pueblo y Educación, 1973.
- El libro del sexto grado (coautor). La Habana, Cuba: Editorial Pueblo y Educación, 1975.
- La educación de adultos en Cuba (coautor). La Habana, Cuba: Editorial Pueblo y Educación, 1980.

## Distinciones
Su obra literaria ha obtenido varias distinciones, tales como el Premio Internacional de Ensayo por Pellicer, río de voces (1990), y la beca para creadores de la Ford Foundation en Atlanta, Georgia, en 2001. Su novela Mariel (1997) fue finalista del Premio Rómulo Gallegos.
- Premio Internacional de Ensayo, por Pellicer, río de voces. (1990)
- Beca Agencia Española de Cooperación Internacional.
- Finalista del Premio Internacional de Novela Rómulo Gallegos, por Mariel (1998).
- Beca para creadores de la Ford Foundation en Atlanta, Georgia. (2001)
- Finalista del premio de cuento Juan Rulfo.
- Huésped de honor en la Casa Refugio del Escritor de Puebla (PEN Club).